# Wojciech Korfanty
Wojciech Korfanty, rodným jménem Adalbert Korfanty, (20. duben 1873 – 17. srpen 1939) byl polský slezský nacionální aktivista, novinář a politik, poslanec německého Reichstagu a Pruského zemského sněmu, později Sejmu. Byl také jedním z vůdců Slezských povstání v německém Horním Slezsku.
Byl znám pro svou politiku těsně po první světové válce, požadující připojení Slezska k Polsku. Před válkou se snažil bránit německé diskriminaci Poláků a germanizaci v Horním Slezsku.

## Život

### Počátky
Narodil se jako syn horníka v Sadzawce, tehdejší části Siemianowic (německy Laurahütte) v Pruském Slezsku. Mezi lety 1895 až 1901 studoval filosofii, práva a ekonomii nejprve na Technické univerzitě v Charlottenburgu (Berlín) a později na Vratislavské univerzitě, kde se spřátelil se svým učitelem a marxistou Wernerem Sombartem. V roce 1901 se stal šéfredaktorem polských novin Górnoslązak, ve kterých se snažil povzbudit polské národní uvědomění v regionu.
V roce 1903 byl zvolen poslancem Reichstagu a o rok později také Pruského zemského sněmu, kde zastupoval tzv. Polský kroužek (Polskie koło). Polská menšina v Prusku většinově podporovala katolickou stranu Centrum, avšak ta odmítla chránit polské zájmy. Proto Korfanty vydal v roce 1901 polemický list Pryč s Centrem (Precz z Centrum), kde naléhal na katolickou polsky mluvící menšinu v Německu, aby odvrhla svou národní lhostejnost a přenesla svou politickou podporu z nadnárodního katolicismu k věci polského národa. Nicméně Korfanty si nadále udržel své křesťansko-demokratické přesvědčení, které pak rozvíjel na polské politické scéně.

### Obnova Polska

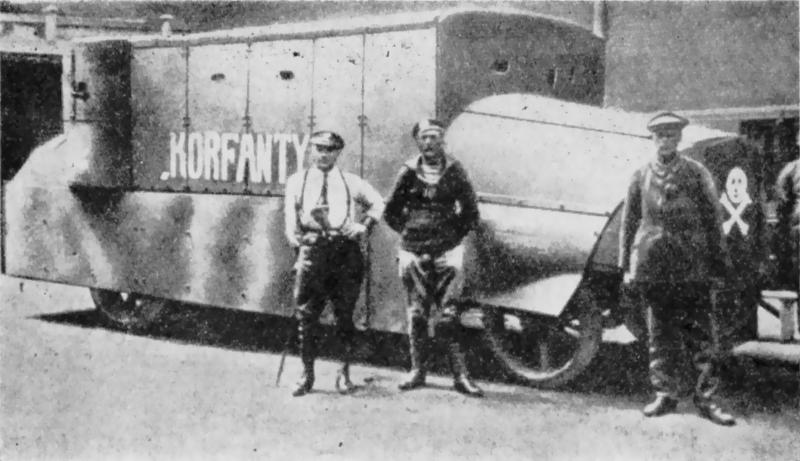
Obrněný vůz Korfanty během slezského povstání (1920).

Na konci první světové války bylo Němci založené Polské království nahrazeno nezávislým polským státem. Ve své řeči v Reichstagu dne 25. října 1918 Korfanty požadoval, aby provincie Západní Prusko (včetně Warmie a města Gdaňsk), provincie Poznaňsko a části provincií Východní Prusko (Mazury) a Slezsko (Horní Slezsko) byly připojeny k Polsku. Po válce, během Velkopolského povstání, se stal členem Nejvyšší lidové rady (Naczelna Rada Ludowa) v Poznani a členem polského provizorního parlamentu (Constituanta-Sejm). Byl také hlavou polské komise pro plebiscit v Horním Slezsku. Poté se dostal do čela druhého slezského povstání z roku 1920 a taktéž třetího slezského povstání z roku 1921. Po předání slezské otázky k posouzení Společnosti národů byl Němci obviněn z organizovaného terorismu vůči německým civilistům. Některé německé propagandistické noviny ho označily za původce rozkazu k zavraždění slezského politika Theofila Kupky.

### Politikem v Polsku

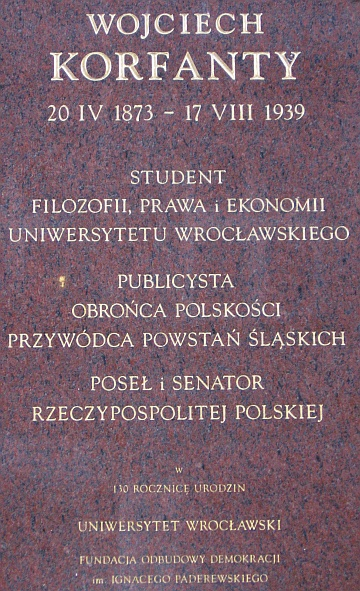
Pamětní deska na Vratislavské univerzitě.

V nové Polské republice se Korfanty stal v roce 1922 poslancem Sejmu; mandát si podržel až do roku 1930. V letech 1922 až 1935 byl také členem slezského parlamentu. Byl odpůrcem autonomie Slezského vojvodství, ve které viděl překážku v reintegraci Slezska do Polska. Na druhou stranu bránil práva německé menšiny v Horním Slezsku, neboť věřil, že prosperita menšin obohacuje celou společnost v oblasti.[zdroj⁠?!]
Mezi říjnem a prosincem 1923 byl krátce vicepremiérem druhé vlády Wincenta Witose. V roce 1924 navázal na svou novinářskou linii a stal se šéfredaktorem novin Rzeczpospolita a Polonia. Kritizoval Květnový převrat Józefa Piłsudského a ustavení sanační vlády. V roce 1930 byl zatčen a uvězněn v Brestské pevnosti, spolu s ostatními vůdci Centrolewu (aliance levicových a středových stran v opozici proti vládnoucímu kabinetu).

### V exilu

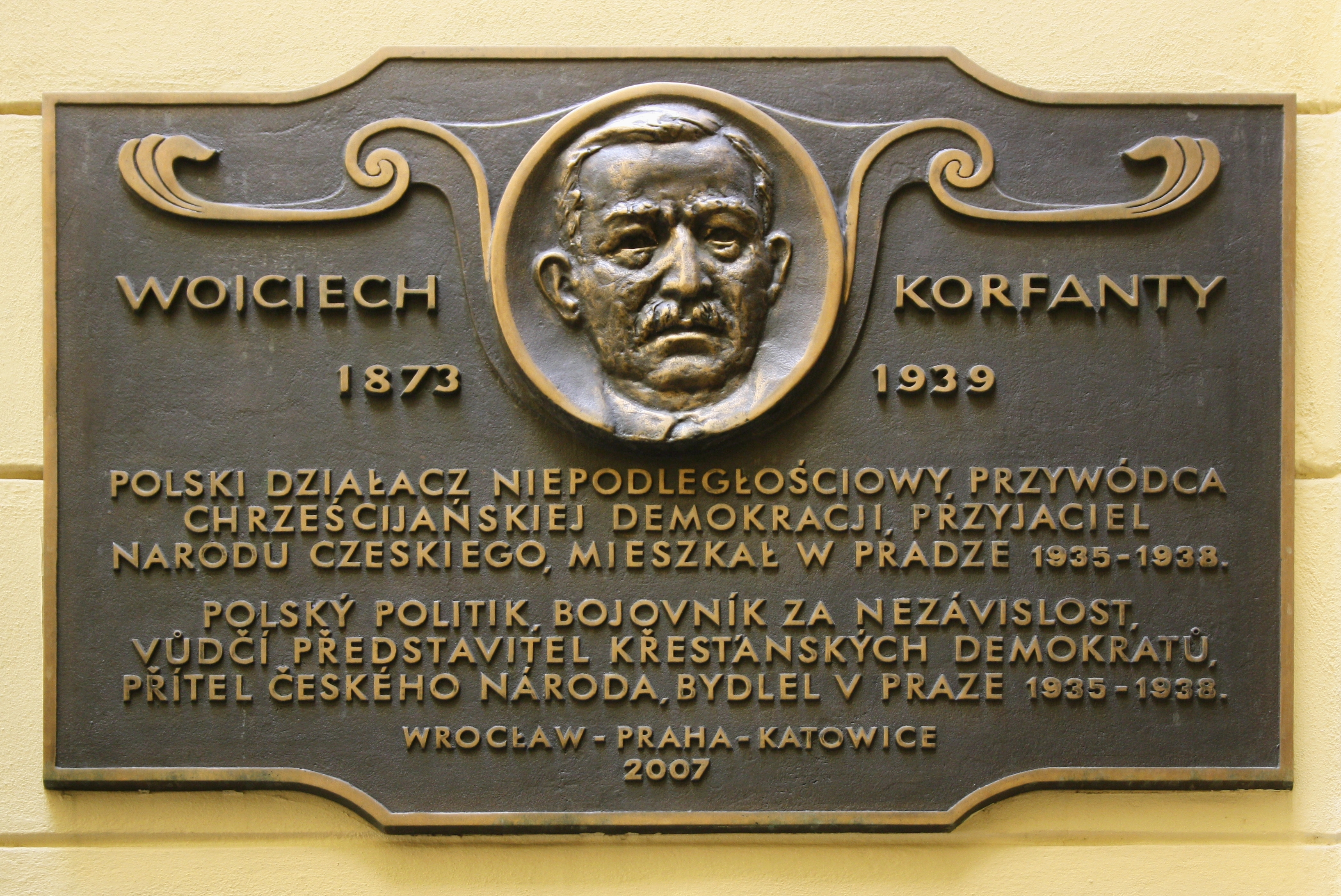
Pamětní deska v Praze

V roce 1935 byl nucen opustit Polsko a emigroval do Československa, kde se stal členem centro-pravé skupiny Front Morges, vytvořené emigranty Ignacy Paderewským a Władysławem Sikorským. Po německé okupaci Čech a Moravy se přemístil do Francie a v dubnu 1939 se vrátil zpět do Polska, neboť doufal, že zrušení polsko-německé smlouvy o neútočení ze strany Němců a tím také obnovení hrozby polské nezávislosti pomůže přemoci domácí politické rozpory. Avšak okamžitě po svém návratu byl zatčen a propuštěn teprve v srpnu 1939 kvůli svému špatnému zdraví. Zemřel krátce na to, pouhé dva týdny před německým vpádem do Polska.